# Corsewall Lighthouse
Das Corsewall Lighthouse, deutsch Corsewall-Leuchtturm, ist ein Leuchtturm an der Nordwestspitze der schottischen Halbinsel Rhins of Galloway in der Council Area Dumfries and Galloway. 1972 wurde das Bauwerk in die schottischen Denkmallisten in der höchsten Kategorie A aufgenommen.

## Geschichte
Im Jahre 1814 wurde ein Antrag zur Errichtung eines Leuchtturms gestellt. Ein positiver Beschluss aus dem Folgejahr ebnete den Weg zum Bau des Leuchtturms, welcher dem Schiffsverkehr um die Nordwestspitze der Rhins of Galloway in den Loch Ryan sowie in den Firth of Clyde dient. Des Weiteren wurde in diesem Zusammenhang der Bau des Point of Ayre Lighthouse auf der Isle of Man beschlossen. Der bekannte Leuchtturmingenieur Robert Stevenson setzte das Vorhaben um.
1817 wurde das Corsewall Lighthouse in Betrieb genommen. Nachdem sie zunächst durchgehend bemannt war, wurde die Anlage 1994 automatisiert. Die ehemaligen Behausungen der Leuchtturmwärter wurden verkauft und werden seitdem als Hotel genutzt.
Bereits im ersten Betriebsjahr ist ein Vorfall verzeichnet, bei welchem der wachthabende Leuchtturmwärter einschlief und die Rotationsmechanik zum Stillstand kam. Daraufhin wurde er zum Assistenten herabgestuft und auf das Bell Rock Lighthouse versetzt. Im Laufe des Zweiten Weltkriegs ist 1941 ein leichter Bombenschaden verzeichnet. Auf einem Testflug im November 1970 flog die Concorde über den Leuchtturm, wobei an dem Turm mehrere Scheiben zu Bruch gingen.
Im März 2017 fanden am Leuchtturm Dreharbeiten zum Film Keepers – Die Leuchtturmwärter statt.

## Beschreibung
Der sechsstöckige Turm am Corsewall Point besitzt eine Höhe von 26,2 m und ragt damit 34 m über die Wasserfläche auf. Seine Kennung aus einem weißen, fünfsekündigen Lichtpuls alle 30 Sekunden ist bis in eine Entfernung von 22 Seemeilen (rund 41 km) zu erkennen.
Sein Mauerwerk besteht aus Bruchstein mit farblich abgesetzten Natursteineinfassungen. Oberhalb des zweiten Stockwerks des zylindrischen Turms kragt eine zinnenbewehrte, umlaufende Galerie aus. An der Nordseite sind längliche Fenster eingelassen. Das sechste Obergeschoss ist allseitig mit Vierpässen gestaltet, die mit Ausnahme der Westseite blind sind. Darüber läuft um die aufsitzende Laterne eine auskragende Galerie mit Metallgeländer um.